# Tipula (Pterelachisus) kaisilai
Tipula (Pterelachisus) kaisilai is een tweevleugelige uit de familie langpootmuggen (Tipulidae). De soort komt voor in het Palearctisch gebied.